# 尼爾森愛科

曾经AC尼尔森的标志

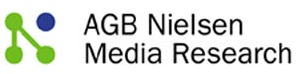
AGB尼尔森時期的标志

使用至2023年的標誌

尼尔森公司（英语：Nielsen Corporation），之前名称为AC尼尔森公司（ACNielsen），又名AGB尼爾森，是一家总部位于美国纽约市国际市場調查研究公司，北美地区总部坐落于伊利诺斯州绍姆堡。主要研究包括消费品市场的情况和动态、解决市场和销售问题，以及确定市场发展机会。在该行业是全球最大和最有名气的公司。是尼尔森控股的子公司。

## 歷史
1923年亚瑟·尼尔森在伊利诺斯州埃文斯顿创办了AC尼尔森公司，公司的业务是为顾客提供可靠及客观的广告效应的情报以及提供销售顾问。1939年AC尼尔森开始国际性发展，今天它的业务遍及上百個國家。
AC尼尔森最著名的一个产品是调查电视、广播和报纸在媒体市场上的顾客数目的尼尔森收视率。1952年AC尼尔森开始在美国约1200台消费者电视机上装相应的纪录仪器来做统计。这些仪器使用照片和邮盒来记录观众观看的频道来确定每个频道的观众数目。后来AC尼尔森又研制了使用电子技术收集和传递数据的方法。1996年AC尼尔森将这个部门划分为一个名为尼尔森媒体研究公司的独立公司。1999年尼尔森媒体研究公司被荷兰的VNU集团收购，2001年AC尼尔森也被VNU收购，成为VNU市场信息集团的一部分。尼尔森媒体研究公司的总部在纽约，AC尼尔森的总部依然在绍姆堡。
调查互联网和电子媒体市场的尼尔森互联网市场研究机构和调查消费者产生的媒体的公司也是AC尼尔森的姐妹公司。
2016年12月21日AC尼尔森将以5.6亿美元现金收购媒体元数据提供商Gracenote。